# Луконин, Владимир Григорьевич
Влади́мир Григо́рьевич Луко́нин (21 января 1932 года, Ленинград — 10 сентября 1984 года, там же) — советский историк-востоковед, иранист. Доктор исторических наук.

## Биография
В 1955 году В. Г. Луконин окончил отделение иранской филологии Восточного факультета Ленинградского государственного университета им. А. А. Жданова.
С 1957 года являлся сотрудником Государственного Эрмитажа, с 1964 года — заведующим отделом Востока. В 1961 году защитил кандидатскую диссертацию на тему «Иран в III—IV вв. (Сложение Сасанидского государства и формирование официального стиля в искусстве)». В 1972 году В. Г. Луконин защитил диссертацию на соискание учёной степени доктора исторических наук по теме «Раннесредневековый Иран. Некоторые проблемы истории и культуры».
В. Г. Лукониным опубликовано свыше 70 работ, среди них более 10 книг, имевших большое значение для отечественной и мировой иранистики: «Иран в эпоху первых Сасанидов», «Культура сасанидского Ирана», «Искусство Древнего Ирана», «Иран в III веке», «Древний и раннесредневековый Иран», опубликованная на многих языках «Персия» и др. В. Г. Луконин является автором ряда глав в авторитетной «The Cambridge History of Iran».
В. Г. Луконин был известен и за рубежом, он являлся член-корреспондентом Немецкого Археологического института, участником ряда международных конгрессов, соавтором фундаментальных коллективных работ по истории и искусству Древнего Востока; он не только пересмотрел некоторые, казалось бы, устоявшиеся воззрения, но и воссоздал многие страницы истории и культуры Ирана.
Скоропостижно скончался 10 сентября 1984 года, на 53-м году жизни. Похоронен на Богословском кладбище Санкт-Петербурга.

## Труды В. Г. Луконина в сети
- Культура сасанидского Ирана
- Луконин В. Г. Золотой сосуд с «историей козы» из Марлика. // Центральная Азия. Новые памятники письменности и искусства. М.: 1987. С. 223—232. (с фотопортретом автора).